# Failsafe
Als een systeem failsafe (FS) of faalveilig ontworpen is, dan zal het bij een storing of gebrek niet minder veilig zijn. Het systeem kan wel minder goed of helemaal niet meer werken. Failsafe is een ontwerpprincipe waarbij de eis geldt dat voorzienbare fouten, gebreken en verstoringen in het ontwerpproces niet mogen leiden tot een minder veilige werking. Het failsafe ontwerpprincipe wordt toegepast bij systemen die belangrijk zijn om de veiligheid te waarborgen, bijvoorbeeld bij processen en transportsystemen.
De veiligheid blijft alleen onverminderd in stand bij storings- en foutscenario's waarin bij het ontwerp rekening gehouden kan worden. Bij een onvoorzien storings- of foutscenario zal in de meeste gevallen een minder veilige situatie ontstaan.

## Voorbeelden
- Een smeltzekering, die de voeding van een elektrische installatie verbreekt wanneer de elektrische stroom te groot wordt.
- Een dodemansknop, een schakelaar die ervoor zorgt dat de machine automatisch uitgeschakeld wordt en tot stilstand komt als de machinist of bestuurder ervan onwel wordt of van de machine valt.

## Verwante begrippen
Fouttolerantie heeft als doel continuïteit van het functioneren in stand te houden, ofwel om een grote beschikbaarheid van een systeem te verkrijgen. Het gaat om de ontwerpeis dat voorzienbare fouten, gebreken en verstoringen niet leiden tot het stokken van de werking. Bij fouttolerantie staat dus niet de onaangetaste veiligheid voorop. 
Een Safety Integrity Level (SIL) geeft aan wat het veiligheidsniveau van een systeem is. Toepassing van failsafeprincipes kan nodig zijn om een bepaald veiligheidsniveau te halen.

## Trivia
In de film Fail-Safe van Sidney Lumet uit 1964 wordt een onjuiste interpretatie van het begrip failsafe gebruikt.